# Symfonická báseň
Symfonická báseň je dílo pocházející z oblasti klasické hudby určené pro orchestr. Patří mezi díla tzv. programní hudby, protože má od svého autora určen jiný nehudební "program". Jinými slovy to znamená, že je zhudebněním určitého příběhu nebo obrazu (opakem programní hudby je hudba absolutní, která žádný autorem stanovený program nemá). Námětem pro symfonickou báseň je nejčastěji nějaké literární či dramatické dílo, které má své kořeny v lidové slovesnosti, jako např. legenda, epos, mýtus, pohádka, pověst, nebo obraz města či krajiny. Vynálezcem symfonické básně je uherský skladatel Ferenc Liszt.
Symfonická báseň je obvykle jednovětá skladba. Více za sebou seřazených symfonických básní může vytvářet symfonickou svitu nebo cyklus symfonických básní. Příkladem je svita Lemminkäinen finského skladatele Jeana Sibelia.

## Významné symfonické básně
- Bedřich Smetana
  - Má vlast, cyklus symfonických básní

- Ferenc Liszt
  - Orfeus
  - Prométeus
  - Hamlet
  - Mazeppa

- Camille Saint-Saëns
  - Tanec kostlivců (Danse macabre), Op. 40

- Antonín Dvořák
  - Vodník, Op. 107 (1896)
  - Polednice, Op. 108 (1896)
  - Zlatý kolovrat, Op. 109 (1896)

- Petr Iljič Čajkovskij
  - Romeo a Julie, fantastická předehra
  - Hamlet, fantastická předehra

- Paul Dukas
  - Čarodějův učeň (L'apprenti-sorcier)

- Jean Sibelius
  - Kullervo
  - Lemminkainën Suite
  - Finlandia, Op. 26
  - Kuolema
  - Tapiola

- Richard Strauss
  - Tak pravil Zarathustra (Also sprach Zarathustra)
  - Don Quijote
  - Symphonia Domestica
  - Alpská symfonie

- Ottorino Respighi
  - Římské pinie
  - Římské fontány
  - Římské slavnosti